# Papiro de Derveni

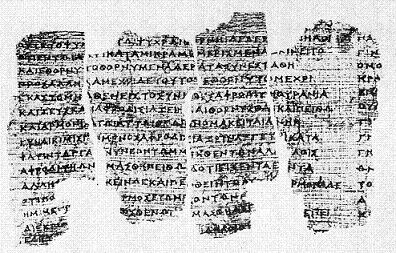
Fragmentos do papiro de Derveni

O Papiro de Derveni, datado do século V a.C., é um papiro da Grécia Antiga. O documento é um tratado filosófico em um poema órfico e se refere ao gênese, o conhecimento de Deus, o misticismo e a cerimônias religiosas que levam ao monoteísmo. É considerado o manuscrito mais antigo da Europa.

## Descoberta
O pergaminho foi encontrado em um sítio arqueológico em Derveni, Macedônia, ao norte da Grécia, no túmulo de um homem nobre, em uma necrópole que fazia parte de um rico cemitério que pertencia à antiga cidade de Lete. É o livro mais antigo que sobreviveu na tradição ocidental e um dos poucos papiros sobreviventes encontrados na Grécia. O pergaminho havia sido parcialmente carbonizado na pira do túmulo do nobre. Os 266 pedaços recuperados, de tamanhos variando entre 2-3 centímetros a alguns milímetros, permitiram a reconstrução do papiro, com o texto distribuído em 26 colunas. O papiro é mantido no Museu Arqueológico da Tessalónica.

## Conteúdo
O texto é um comentário de um poema hexâmetro atribuído a Orfeu. Fragmentos do poema são citados. O poema começa com as palavras “Feche as portas, tu, iniciante”, uma famosa admoestação ao segredo recontado por Platão. A teogonia descrita no poema tinha a Noite dando à luz o Céu (Urano), que se tornou o primeiro rei. Cronos (o tempo) vem em seguida e toma o reinado de Urano, mas é sucedido por Zeus. Zeus, tendo ouvido oráculos de seu pai, vai até o santuário da Noite, que conta a ele “todos os oráculos os quais em seguida ele colocaria em efeito”. Ao ouvi-los, Zeus engoliu o falo (do rei Urano), que primeiro tinha ejaculado o brilho do céu.

## Leituras recentes
O texto não foi oficialmente publicado por quarenta e quatro anos depois de sua descoberta (embora três edições parciais tenham sido publicadas). De acordo com o editor A. L. Pierris, Kyriakos Tsantanoglou, professor emérito da Universidade Aristotélica da Tessalónica atrasou sua publicação. Um time de especialistas se reuniu no outono de 2005, liderados por A. L. Pierris do Instituto de Estudos Filosóficos, Dirk Obbink, diretor do projeto dos Papiros de Oxirrinco na Universidade de Oxford, com a ajuda de modernas técnicas de imagem multi-espectral por Roger Macfarlane e Gene Ware da Universidade Jovem de Brigham para tentar uma aproximação melhor à edição de um texto difícil. Enquanto isso, o papiro finalmente foi publicado por estudiosos da Tessalónica (Tsantsanoglou e col.), em uma edição a qual falta um aparato crítico para registrar as contribuições de vários estudiosos mas ao menos provém um texto completo dos papiros, baseado na autópsia de fragmentos, com fotografias e traduções, depois de tanto tempo de espera. Mais trabalho certamente precisa ser feito.